# 英言镇
英言镇，原为英言乡，是中华人民共和国山西省运城市垣曲县下辖的一个乡镇级行政单位。2020年3月18日撤乡设镇。

## 行政区划
英言乡下辖以下地区：
郭家山村、无恨村、闫家河村、东河村、龙尾头村、柏底村、英言村、南白村、北白村、赵寨村、田村、官家沟村、关庙村、西河村、白家河村、邵家沟村、席家坪村、河底河村、安河村、马湾村和下窑头村。